# Illasi (torrente)
L'Illasi (detto Rivolto o Revolto sino a Giazza, quindi progno d'Illasi sino a Tregnago e infine torrente d'Illasi) è un corso d'acqua italiano che scorre nell'omonima valle della provincia di Verona.

## Percorso
Nasce in provincia di Trento (comune di Ala) presso l'alpe Campobrun, località montana compresa nel gruppo del Carega. Il primo tratto è detto torrente Rivolto o Revolto e prende il nome di progno d'Illasi dopo la confluenza del Fraselle, nei pressi di Giazza.
Il torrente attraversa la valle omonima in un alveo ben definito e con solidi argini prevalentemente in muratura, per evitare disastrose esondazioni.
In comune di Zevio, dopo aver accolto le acque del canale S.A.V.A., si muove esso stesso in un letto artificiale parallelo all'Adige. Vi confluisce nei pressi di Belfiore.